# Pristimantis educatoris
Espèce
Pristimantis educatoris est une espèce d'amphibiens de la famille des Craugastoridae.

## Répartition
Cette espèce se rencontre entre 450 et 1 450 m d'altitude au Panama et dans l'est du Costa Rica. Elle a été découverte dans le parque General de División Omar Torrijos dans la cordillère Centrale.

## Description
Les mâles mesurent de 19,3 à 20,4 mm et les femelles de 23,3 à 37,7 mm.

## Publication originale
- Ryan, Lips & Giermakowski, 2010 : New species of Pristimantis (Anura: Terrarana: Strabomantinae) from Lower Central America. Journal of Herpetology, vol. 44, no 2, p. 193-200 (texte intégral).